# Région de bien-être de Vantaa et Kerava
La région de bien-être de Vantaa et Kerava (en finnois : Vantaan ja Keravan hyvinvointialue) est un organisme public indépendant des municipalités et de l'État chargé des services sociaux, de santé et de secours de Vantaa et Kerava.
C'est l'une des 23 régions de bien-être de Finlande.

## Municipalités

Carte des régions de bien-être d'Uudenmaa. La région de bien-être de Vantaa et Kerava est en rouge.

La région compte 2 villes.
- Kerava
- Vantaa

## Services
La responsabilité légale de l'organisation des services sociaux et de santé et de secours passera des municipalités à la région de bien-être de Vantaa et Kerava à partir du 1er janvier 2023.

### Soins de santé
Les 2 municipalités font partie du district hospitalier d'Helsinki et de l'Uusimaa. 
La région est servie par le centre hospitalier universitaire d'Helsinki et l'hôpital de Peijas.

### Opérations de secours
En termes d'opérations de secours d'urgence, les municipalités de la région de bien-être de Vantaa et Kerava dépendent du service de secours d'Uusimaa central.

## Politique et administration
Les élections régionales finlandaises de 2022 ont eu lieu le 23 janvier 2022 afin de désigner pour la première fois les 69 conseillers régionaux élus pour 3 ans pour administrer la région de services du bien-être de Vantaa et Kerava.
La répartition des voix et des sièges est la suivante :
| Parti   | Parti                           | Voix   | %    | Sièges |
| ------- | ------------------------------- | ------ | ---- | ------ |
|         | Parti social-démocrate          | 19 937 | 23,3 | 17     |
|         | Vrais Finlandais                | 10 067 | 11,8 | 8      |
|         | Parti de la coalition nationale | 22 942 | 26,9 | 19     |
|         | Parti du centre                 | 3 862  | 4,5  | 3      |
|         | Ligue verte                     | 11 037 | 12,9 | 9      |
|         | Alliance de gauche              | 7 225  | 8,5  | 6      |
|         | Parti populaire suédois         | 1 807  | 2,1  | 2      |
|         | Chrétiens-démocrates            | 3 185  | 3,7  | 2      |
|         | Mouvement maintenant            | 3 498  | 4,1  | 2      |
|         | Le pouvoir appartient au peuple | 1 220  | 1,4  | 1      |
| Sources |                                 |        |      |        |